# Russia Open 2005
Die Russia Open 2005 im Badminton fanden vom 30. August bis zum 2. September 2005 in Wladiwostok, Russland, statt. Das Preisgeld betrug 30.000 US-Dollar.

## Finalresultate
| Disziplin    | Sieger                             | Finalist                            | Ergebnis         |
| ------------ | ---------------------------------- | ----------------------------------- | ---------------- |
| Herreneinzel | Stanislav Pukhov                   | Vladimir Malkov                     | 3:15, 15:6, 15:8 |
| Dameneinzel  | Nina Vislova                       | Ella Karachkova                     | 11:4, 5:11, 11:4 |
| Herrendoppel | Alexey Vasiliev Nikolaj Nikolaenko | Vladimir Malkov Konstantin Khlestov | 15:5, 15:6       |
| Damendoppel  | Nina Vislova Valeria Sorokina      | Anna Larchenko Ekaterina Ananina    | 15:11, 15:8      |
| Mixed        | Sergey Lunev Evgeniya Dimova       | Nikolaj Nikolaenko Valeria Sorokina | 15:10, 15:8      |